# Marché central de Pointe-à-Pitre
Le marché central de Pointe-à-Pitre — également appelé marché aux Épices ou marché Saint-Antoine — est un édifice municipal situé dans le quartier historique de Pointe-à-Pitre en Guadeloupe depuis son érection en 1874.

## Historique
Le projet de reconstruction de la halle du marché couvert — sur l'ancienne place Royale devenue place de la Liberté — détruite dans l'incendie du 18 juillet 1871, est décidé par le maire de la ville, Alcide Léger. Il est confié, après vote du conseil municipal du 12 janvier 1872, à l'architecte Charles Trouillé qui en conçoit les plans sur le principe, alors à la mode, des halles en fer du type du Pavillon Baltard et supervise la construction des poutrelles métalliques auprès de la Maison Joly d'Argenteuil, en métropole, qui réalise également en parallèle les structures de l'église Saint-Pierre-et-Saint-Paul. La nouvelle halle du marché central couvert de Pointe-à-Pitre est inaugurée le 17 janvier 1874 ainsi qu'une fontaine, importée également depuis la Métropole. Au XXe siècle, le marché devient un marché aux épices.
L'édifice, ainsi que la fontaine sur la place, sont classés au titre des monuments historiques le 31 mars 1992, après une inscription en 1990.

## Architecture
Les structures métalliques, composées de « six fermes cintrées et triangulées », reposent sur des colonnes cylindriques en fonte surmontées de chapiteaux décorés et de ferronneries. Le toit en bois est couvert de tôles ondulées qui remplacèrent les tuiles d'origine.

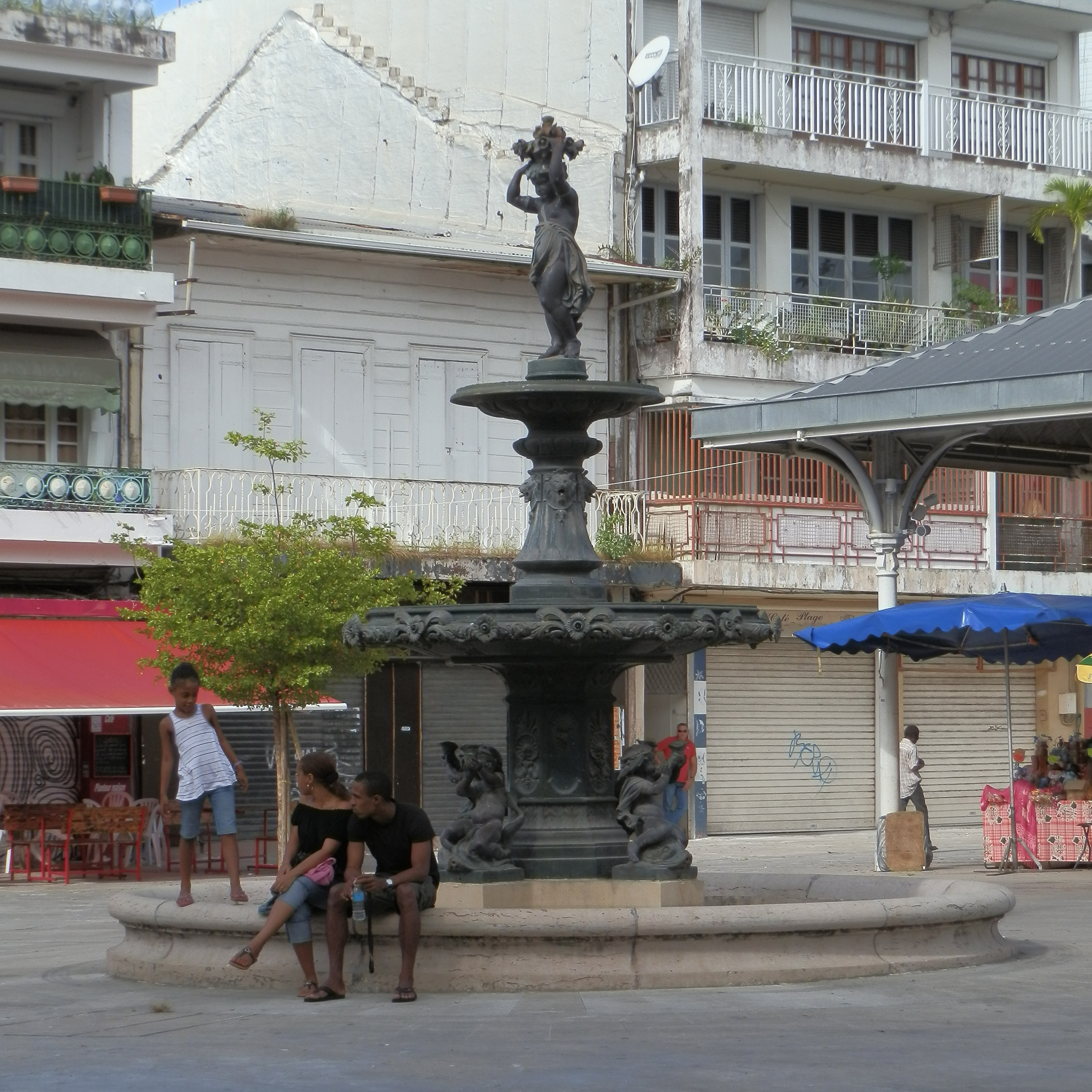
La fontaine Couturier située sur le parvis devant le marché.
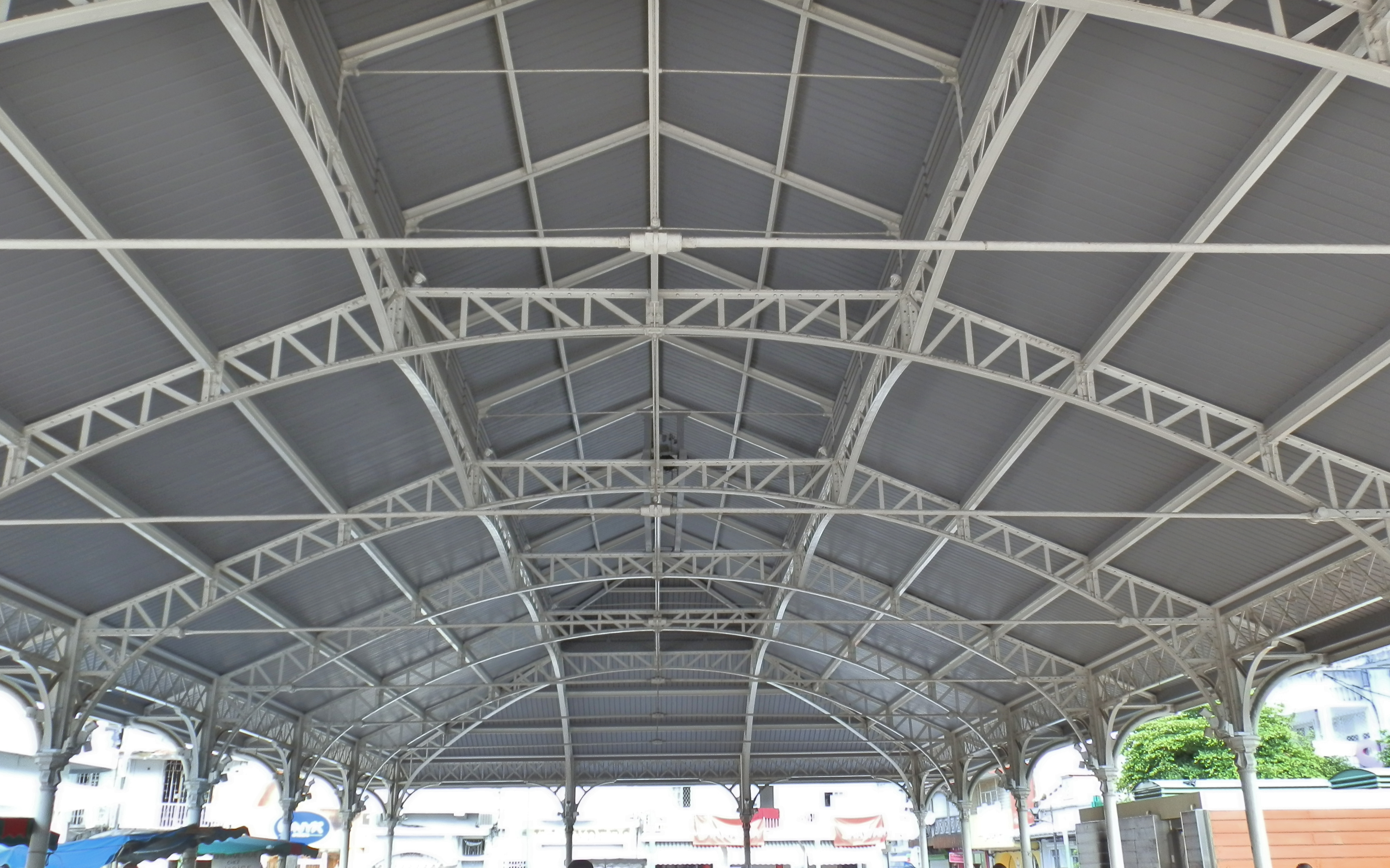
Les « fermes cintrées et triangulées. »